# M-25.3 (Kosovo)
De M-25.3 of Magjistrale 25.3 is een hoofdweg in Kosovo. De weg loopt van Shtime via Ferizaj en Gjilan naar de grens met Servië. In Servië loopt de weg als M25.3 verder naar Bujanovac. De M-25.3 is ongeveer 70 kilometer lang.

## Geschiedenis
In de tijd dat Kosovo bij Joegoslavië hoorde, was de M-25 onderdeel van de Joegoslavische hoofdweg M25.3. Deze weg liep van Shtime via Ferizaj en Gjilan naar Bujanovac. Na het uiteenvallen van Joegoslavië en de de facto onafhankelijkheid van Kosovo behield de weg haar nummer. 